# Deborah Harkness
Deborah Harkness (Filadelfia, Pensilvania, Estados Unidos, 1965) de padre estadounidense y madre británica. Es profesora de historia europea e historia de la ciencia en la USC (Universidad del Sur de California) y escritora, tanto de libros históricos como de novelas de ficción. Es la autora de Conversaciones de John Dee con Ángeles: Cábala, la alquimia y el fin de la naturaleza, y de los New York Times best-seller, The All Souls Trilogy, trilogía que comenzó con El descubrimiento de las brujas (2011), continuó con su secuela "La Sombra de la noche” y "El libro de la vida".
Deborah Harkness se graduó en el Mount Holyoke College (BA, 1986), en la Universidad Northwestern  (MA, 1990) y en la Universidad de California en Davis (Ph.D., 1994). Deborah Harkness también estudió en el Reino Unido en la Universidad de Oxford.
-Además tiene un prestigioso blog sobre vino “Good Wine Under $20” en el que describe vinos de gran calidad a un precio asequible.

## Biografía
Deborah Harkness nació en 1965 y creció en los suburbios de Filadelfia, aunque ha vivido en tres de las cinco zonas horarias de EEUU: Massachusetts, Chicago, California del Norte, Nueva York y California del Sur. Estudió a los veintiocho años y se graduó de historia en el Mount Holyoke College (1986), en la Northwestern University (1990) y en la Universidad de California en Davis (1994). También ha estado estudiando en la Universidad de Oxford. Durante ese tiempo, se ha dedicado a la investigación de la historia de la magia y la ciencia en Europa. Ha trabajado en numerosas bibliotecas, lo cual, ha creado en ella un sentimiento de admiración por dichas instituciones documentales y un profundo respeto hacia sus trabajadores.
Ha trabajado como profesora adjunta en la Universidad de California y en la Colgate University durante los últimos seis años de la década de los noventa. A partir de 1999, comenzó a trabajar como profesora asociada en la Universidad de California hasta el año 2004, en el que se introdujo como profesora asociada a la Universidad del Sur de California. Desde 2007 hasta nuestros días, ha estado trabajando como profesora de esta última. Es profesora de Historia Europea e Historia de la ciencia. Desde el año 2009 hasta el 2012, ejerció como directora de los estudios de Posgrado del Departamento de Historia de la USC (Universidad De California del Sur). También imparte cursos sobre la historia cultural e intelectual. Tiene la esperanza de ofrecer cursos de magia renacentista y cultural popular moderna, en la historia de Londres y en la vida experimental en la Europa moderna. En el postgrado, Deborah intenta enseñar a sus alumnos lo máximo posible de la historia europea moderna.
También es miembro del comité de nombramientos de historia de la sociedad de la ciencia y del comité editorial de la revista de Estudios Ingleses. Es representante ante el consejo disciplinario de la historia de la ciencia y ha pertenecido a las siguientes asociaciones: “Conferencia de América del Norte de Estudios Ingleses” en el año 2000, “The American Historical Association” en 1994, “Historia de la sociedad de las ciencias” en el año 1944 y  “The Renassaince Society of America” también en 1994.
En cuanto a su biografía como autora, ha publicado dos libros históricos y dos novelas históricas, las cuales, constituyen la estructura de una trilogía. Además, tiene un blog de vinos denominado “buen vino por debajo de 20$” que ha sido muy bien criticado por famosas revistas enólogas de EEUU. Ha escrito numerosos artículos de revista como, por ejemplo, “Muestra en la Showstone: un teatro de Alquimia y Apocalipsis en las conversaciones angelicales de John Dee” escrito en 1996 o “Una visión de las calles: las mujeres y el trabajo médico en el Londres isabelino” que fue publicado en el año 2008. A su vez, ha realizado varias presentaciones en conferencias como la que dio en la universidad de California del Sur, denominada Recursos para Worlds-Makers: encontrar autenticidad en la biblioteca en 2012.

## Obras

### Obras de temática ficticia

#### El descubrimiento de las brujas
El Descubrimiento de las Brujas es el primer libro de la trilogía All Souls y, a su vez, la primera novela histórica que Deborah Harkness ha escrito.
En 2008, decidió escribir esta obra a partir de una pregunta que ella se realizaba a sí misma: si hay vampiros, ¿qué es lo que hacen para ganarse la vida? Por lo tanto, El Descubrimiento de las Brujas ha resultado ser un experimento mental para la propia autora.
Dicha novela relata el cambio que toma la vida de Diana Bishop, una poderosa bruja que se esfuerza por llevar una vida lejos de la magia, al descubrir un antiguo manuscrito llamado Ashmole 782, cuyo autor es Elías Ashmole, un estudioso de la alquimia; además de otras profesiones, nacido en mayo de 1617. Dicho manuscrito contiene el origen de los humanos, los vampiros, los diamones y las brujas, y, además, ha estado perdido durante siglos. Tras devolverlo, el vampiro Matthew Clairmont se interesará por ella. Aunque en un principio, Diana se muestra recelosa y esquiva con el vampiro, cada vez irá cogiendo más confianza con él hasta enamorarse completamente de éste. Sentimiento correspondido por Matthew, que arrastra con la visión de la muerte de mujeres de siglos anteriores a las que alguna vez amó, con la de su padre (el marido de la vampiresa que lo convirtió y le acogió en su familia) y con la de su único hijo biológico. Este amor será condenado y perseguido por la “Congregación”, un organismo compuesto por brujas, daimones y vampiros, que se creó en el origen de los tiempos con el objetivo de marcar el territorio de unos y otros. A su vez, dicho organismo está interesado en capturar a Diana, ya que la bruja, además de desactivar el hechizo que permitía abrir el Ashmole 782, resulta ser demasiada poderosa para sus intereses. Diana y Matthew serán atacados una y otra vez por la Congregación, mientras intentan esconderse de dicha organización para instruir Diana para aprender a manejar sus poderes. En Nueva York, se creará una pequeña entidad que conspirará en contra de la Congregación para defenderse de ésta, y será allí donde Diana y Matthew se darán cuenta de que estarán destinados a procrear y a luchar contra la Congregación en una guerra no muy lejana. En la misma ciudad Diana descubrirá que olvidó la magia, debido a que sus padres la hechizaron para protegerla hasta que llegase el momento adecuado. Ese momento ha llegado, pero para que Diana aprenda controlar la magia, Matthew y ella deberán realizar un último viaje a través del tiempo.
Esta obra ha sido un éxito comercial, estando el número 2 en la lista de superventas del New York Times. Cuando pasaron dos meses después de su publicación, el libro iba ya por su séptima edición. Esta novela, además de ser un rotundo éxito, ha sido traducida a más de 36 idiomas de todo el mundo.
Ha sido bien recibida entre los lectores y los críticos han elogiado el relato de esta novela histórica, y cómo ha unido la historia con la fantasía. Un claro ejemplo es la crítica de PEOPLE: “Una original fantasía con toda la magia de Harry Potter o Crepúsculo… Un irresistible cuento de brujería, ciencia y amor prohibido. El Descubrimiento te dejará ansioso a la espera de su continuación. Una primera novela que lanza un particular encantamiento”. Autores como Danielle Trussoni, la autora de “Angelology”; también elogian su obra maestra: “El Descubrimiento de las Brujas es una extraña y maravillosa novela de amor prohibido y de hechizos ancestrales que da la vuelta a todas las ideas preconcebidas sobre la magia. Deborah Harkness ha escrito una de las novelas más apasionantes que he leído en años, y ha creado además la mejor alianza entre brujas y vampiros que existe. Me enamoré de la novela desde la primera página”. El Descubrimiento de las Brujas ha sido referido como un “Harry Potter para adultos”.

#### La sombra de la noche
La sombra de la noche es el libro que continúa con la historia de Diana Bishop y Matthew Clairmont, constituyendo así, la segunda parte de la saga All Souls.
Una vez asumida su condición de bruja con poderes para viajar en el tiempo, la historiadora Diana Bishop se embarcará en un viaje al pasado en el que poder encontrar el Ashmole 782 completo, éste es el manuscrito secreto cuyos poderes deben comprender para evitar el fin de la pacífica convivencia entre daimones, humanos, brujas y vampiros.
Su marido, el genetista Matthew Clairmont, la acompañará en esa búsqueda, pero viajar al pasado no es tan sencillo para un vampiro, y mucho menos a un pasado que ya vivió, donde su yo del pasado desempeñó un relevante papel en la lucha política de la época; éste era un yo que odiaba a las brujas como Diana.
Rodeados de intrigas y en una incesante carrera por encontrar el Ashmole 782, Diana y Matthew se adentrarán en el Londres isabelino acompañados por los amigos del Matthew del pasado, los miembros de la Escuela de la Noche y entre los que se encuentran Christopher Marlowe y sir Walter Raleigh, e incluso Shakespeare. Pero también deberán refugiarse en un castillo de la campiña francesa y pasar unos meses en la corte del emperador Rodolfo II en Praga para lograr su objetivo y proteger su secreto, mientras tanto Diana aprenderá a controlar la magia con una poderosa bruja.

### Obras de temática histórica

#### Conversaciones de John Dee con ángeles
El famoso filósofo británico, partidario de la monarquía isabelina, John Dee, registró sus reflexiones sobre el mundo natural, la práctica de la filosofía, y el Apocalipsis, en una serie de conversaciones con un ángel, que durante mucho tiempo han sido una faceta enigmática de su vida y obra. Este libro hace referencia a la extensa biblioteca de Dee, y se sirve de anotaciones y un análisis detallado para aclarar estas misteriosas conversaciones. Deborah Harkness contextualiza las conversaciones del ángel con John Dee en contextos naturales, filosóficos, religiosos, y sociales de su época, con el argumento de que las conversaciones representan un desarrollo continuo de las preocupaciones e intereses de John Dee. Este libro es de interés para aquellos interesados en la historia de la ciencia, el estudio de la religión, y todo el que observa el nuevo milenio con una cautelosa mirada.

#### La casa de las joyas: Londres isabelino y la Revolución Científica
La casa de las joyas: Londres isabelino y la Revolución Científica, es un  libro histórico-científico publicado por la editorial Yale University Press en 2007, escrito por D.Harkness. El libro trata de examinar la investigación científica en el Londres del siglo XVI y XVII, dando una gran relevancia a los personajes que se involucran en la historia, como por ejemplo son Edmond Halley y Isaac Newton.
En la época descrita en el libro, Londres era un hervidero de tecnólogos, investigadores, médicos, naturalistas y toda clase de inventores que estaban deseosos de descubrir nuevos conocimientos.
Uno de los temas planteados por D.Harkness en su obra es el de cómo los esfuerzos científicos vinieron de todos los niveles de la sociedad londinense.
El libro está dividido en diversos estudios de caso, de distintas décadas, realizados por personalidades científicas de la capital del Reino Unido, procedentes de distintos estratos sociales. Existiendo en aquellos momentos una intensa competencia entre los diferentes doctores y científicos de la capital inglesa (Ortodoxos y alternativos) en la búsqueda de una cura para la sífilis.
Otro de los puntos importantes del libro es la descripción de cómo el gobierno central subvencionó la investigación. La competición por estas becas del gobierno era feroz por parte de todos los investigadores de Londres. Dichos investigadores llegaban a tales niveles de rivalidad mutua que incluso se enfrentaban y discutían a través de la prensa.
Francis Bacon es considerado como el padre de la ciencia moderna, pero los resultados y descubrimientos de sus contemporáneos londinenses también merecen una especial mención en dicha distinción.
El libro ha recibido los siguientes premios:
Co-ganador de la Conferencia de la Costa del Pacífico en 2008 Premio británico libro Estudios.
Ganador en 2008 del premio John Ben Snow Fundación, para el mejor libro publicado en cualquier disciplina de Estudios británicos que abarque el período de 1400 a 1800.
Ganador del Premio Pfizer a la Mejor Libro de Historia de Ciencias en el período 2005-2007, otorgado por la Sociedad de Historia de la Ciencia.

### Otros

#### Conferencias
"How Big Is Our Tent? Reading, Writing, and the Borders of Historical Practice", American Historical Association Annual Meeting, Roundtable/Panel, New Orleans, LA, American Historical Association, Invited, Spring 2013
"The Experience of Early Modern London", Early Modern Cities, Keynote Lecture, Folger Shakespeare Library, Washington DC, Invited, Fall 2012
"Resources for World-Makers: Finding Authenticity in the Library", USC Writers' Conference, Roundtable/Panel, University of Southern California, Invited, Spring 2012

#### Otras presentaciones
"Fiction and the Archives", W. David Baird Lecture, Pepperdine University, Fall 2012
"The Dutch Community in Elizabethan London", Lecture, University of Ghent, Belgium, Spring 2012

#### Artículos de revista
Harkness, D. E. (2009). From Notes to Narrative: Finding the Story. Perspectives On History. Vol. January 2009
Harkness, D. E. (2008). A View from the Streets: Women and Medical Work in Elizabethan London. Bulletin of the History of Medicine. Vol. 82 (1), pp. 52-85.
Harkness, D. E., Howard, J. E. (2008). The Great World of Early Modern London. Huntington Library Quarterly. Vol. 71 (1), pp. 1-9.
Harkness, D. E. (1997). "Managing an Experimental Household: the Dees of Mortlake and the Practice of. Isis. Vol. 88, pp. 247-262.
Harkness, D. E. (1996). "Shows in the Showstone: A Theater of Alchemy and Apocalypse in the Angelic Conversations of John Dee (1527-1608)," Renaissance Quarterly 49 (1996): 707-. Renaissance Quarterly. Vol. 49, pp. 707-737.

## Adaptaciones
En 2018, BBC se negoció con la autora la posibilidad de una adaptación en formato de serie. Información, que la propia autora, Deborah Harkness ha compartido en su página web oficial en la que recoge todas las novedades referentes a la trilogía y elementos relacionados con la misma.

## Premios
El perfil docente de Deborah Harkness de la Universidad de California del Sur contiene una lista de honores y premios, entre los que se encuentran:
• Premio literario Longman-History Today Awards, Primavera de 2009
• Premio nacional o internacional de disciplina Pfizer Award, al mejor libro de la historia de la sociedad de ciencias, otoño de 2008
• Premio nacional o internacional de disciplina John Best Snow Prize al mejor libro de estudios ingleses, conferencia norteamericana de estudios británicos, otoño de 2008
• Premio al mejor libro, conferencia de la Cosa del Pacífico sobre estudios británicos, primavera de 2008
• Beca de investigación Huntington Library*, fondo nacional de humanidades*, 2006–2007
• Beca Guggenheim Fellowship, 2004–2005
• NIH/NSF Premio al desarrollo profesional de la fundación Senior Scholar, 2001–2002
• Premio nacional o internacional de disciplina Derek al mejor artículo de historia de la sociedad de las ciencias, 1998
• Beca del consejo americano de sociedades científicas, ACLS Fellowship, 1997–1998
• Beca de investigación Huntington Library*, fondo nacional de humanidades*, 1997–1998
• Premio nacional o internacional de disciplina Nelson Prize por el major artículo, Renaissance Society of America, 1997
• Jacob K. Javits Fellowship, U.S. Department of Education, 1989–1993
• Premio Fulbright, Fulbright Fellowship to the United Kingdom, 1991–1992